# Хоногор
Хоного́р (якут. Хоноҕор) — село в Усть-Алданском улусе Республики Саха (Якутия) России. Входит в состав Суоттунского наслега.

## География
Село находится в центральной части Якутии, в правобережной части долины реки Лена, на расстоянии примерно 57 км (по прямой) к юго-западу от села Борогонцы, административного центра улуса.
Климат
Климат характеризуется как резко континентальный. Средняя температура воздуха самого тёплого месяца (июля) составляет 18,7 °C; самого холодного (января) — −42,6 °C. Среднегодовое количество атмосферных осадков составляет 234 мм. Основное количество осадков выпадает в период с апреля по октябрь. Снежный покров держится в течение 225—250 дней в году.
Часовой пояс
Село Хоногор находится в часовой зоне МСК+6. Смещение применяемого времени относительно UTC составляет +9:00.

## Население
| 2002 | 2010 | 2014 | 2021 |
| ---- | ---- | ---- | ---- |
| 742  | ↘680 | ↗735 | ↘675 |

Половой состав
По данным Всероссийской переписи населения 2010 года в гендерной структуре населения мужчины составляли 48,8 %, женщины — соответственно 51,2 %.
Национальный состав
Согласно результатам переписи 2002 года, в национальной структуре населения якуты составляли 94 %.

## Улицы
| - ул. Заречная, - пер. Лесной, - ул. С. Васильева, | - ул. Т. Татаринова, - ул. Тураннаах, - ул. Ф. Васильева. |

## Достопримечательности
В селе находится Мемориал «Кысыл кырдал» — место сбора воинов, отправлявшихся на фронт.